# Tephrocactus articulatus
Espèce
Tephrocactus articulatus est une espèce de Cactaceae du genre Tephrocactus. Ils développent généralement des tiges atteignant 60 cm de haut, exceptionnellement 1,2m. Elles sont constituées d'articles très marqués, d'où le nom de l'espèce. Ils sont de forme ovoïde ou parfois quasi sphériques. Ils portent des aiguillons souples de quelques centimètres environ mais très souples semblables à du papier .
Ces articles se détachent facilement et s'enracinent sans traitement particulier. C'est un mode de multiplication dans la nature. Ces articles peuvent aussi être utilisés comme boutures. Les plantes peuvent également être cultivées à partir de graines. Les fleurs printanières souvent blanches s'ouvrent à la fin du crépuscule et se ferment peu après le lever du soleil.
Ces plantes sont originaires d'Argentine à des altitudes de 500 à 1.800m. Elles sont aussi cultivées en extérieur dans les climats désertiques chauds tels que l'Arizona.
Des variétés ont été identifiées, notamment :
- Tephrocactus articulatus var. inermis (sans épines)
- Tephrocactus articulatus var. papyracanthus (à feuille de papier)
- Tephrocactus articulatus var. polyacanthus (à nombreuses feuilles)
- Tephrocactus articulatus var. diadematus (à diadème, en raison de la forme des épines supérieures)

mais elles ne font pas l'objet d'un consensus 

## Images

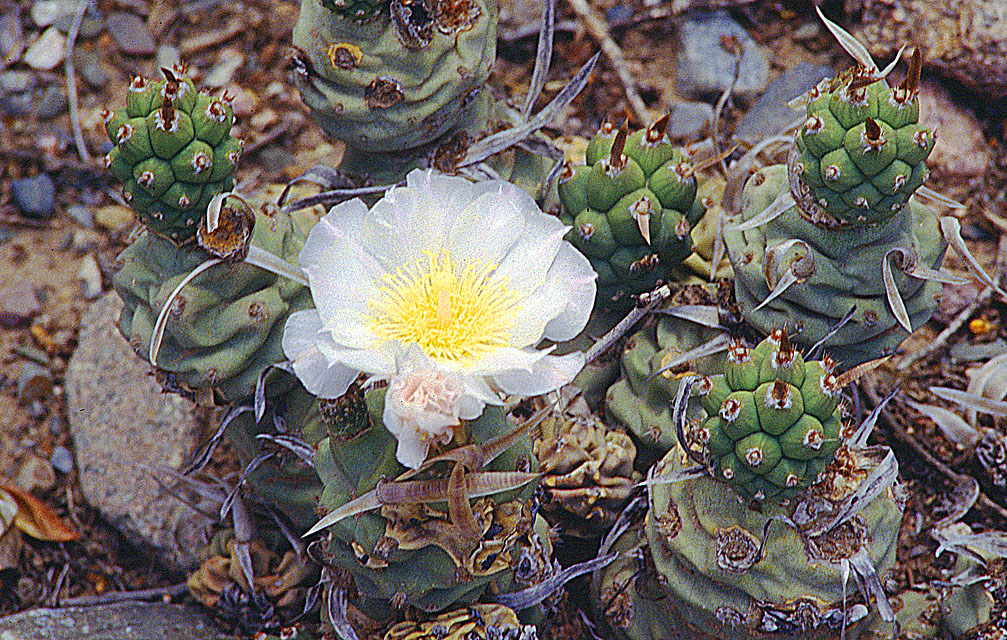
Floraison
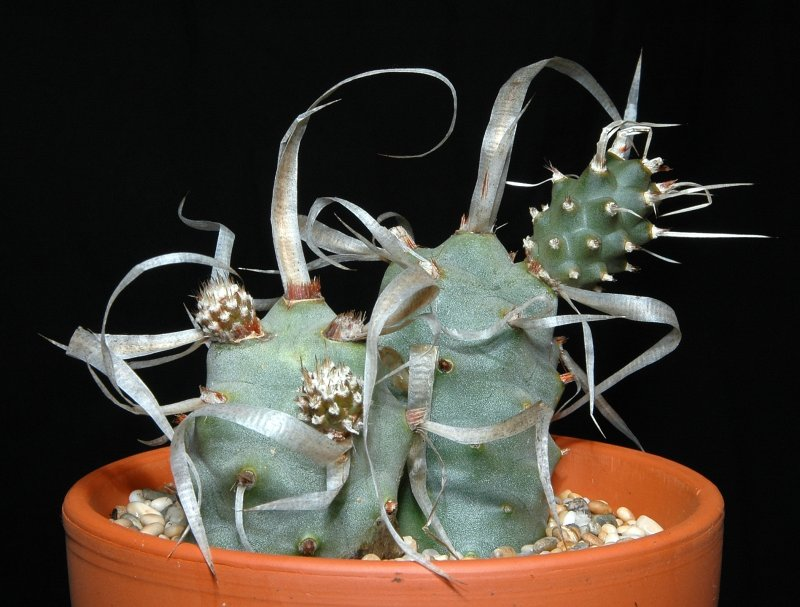
var papyracanthus
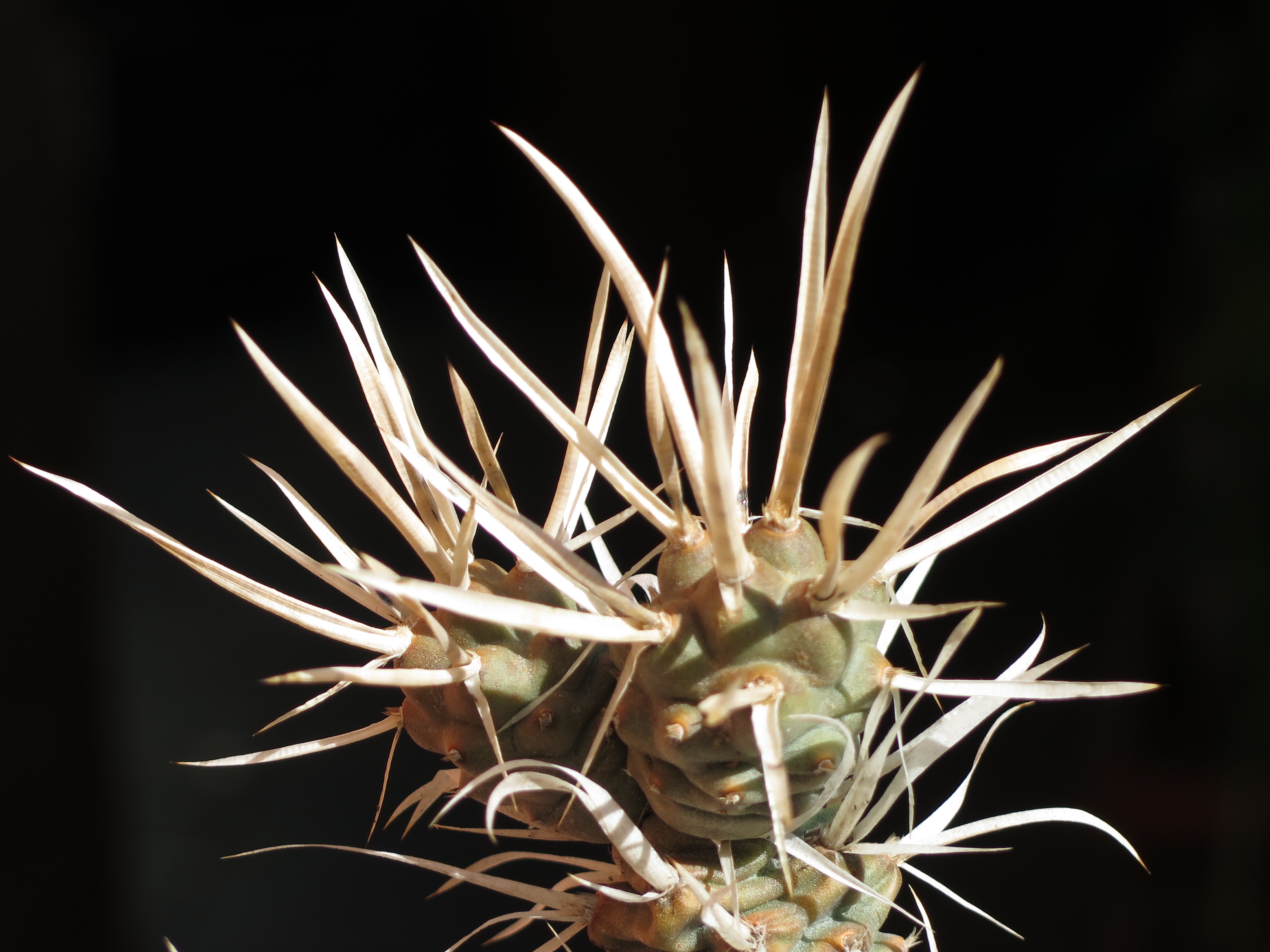
var. diadematus
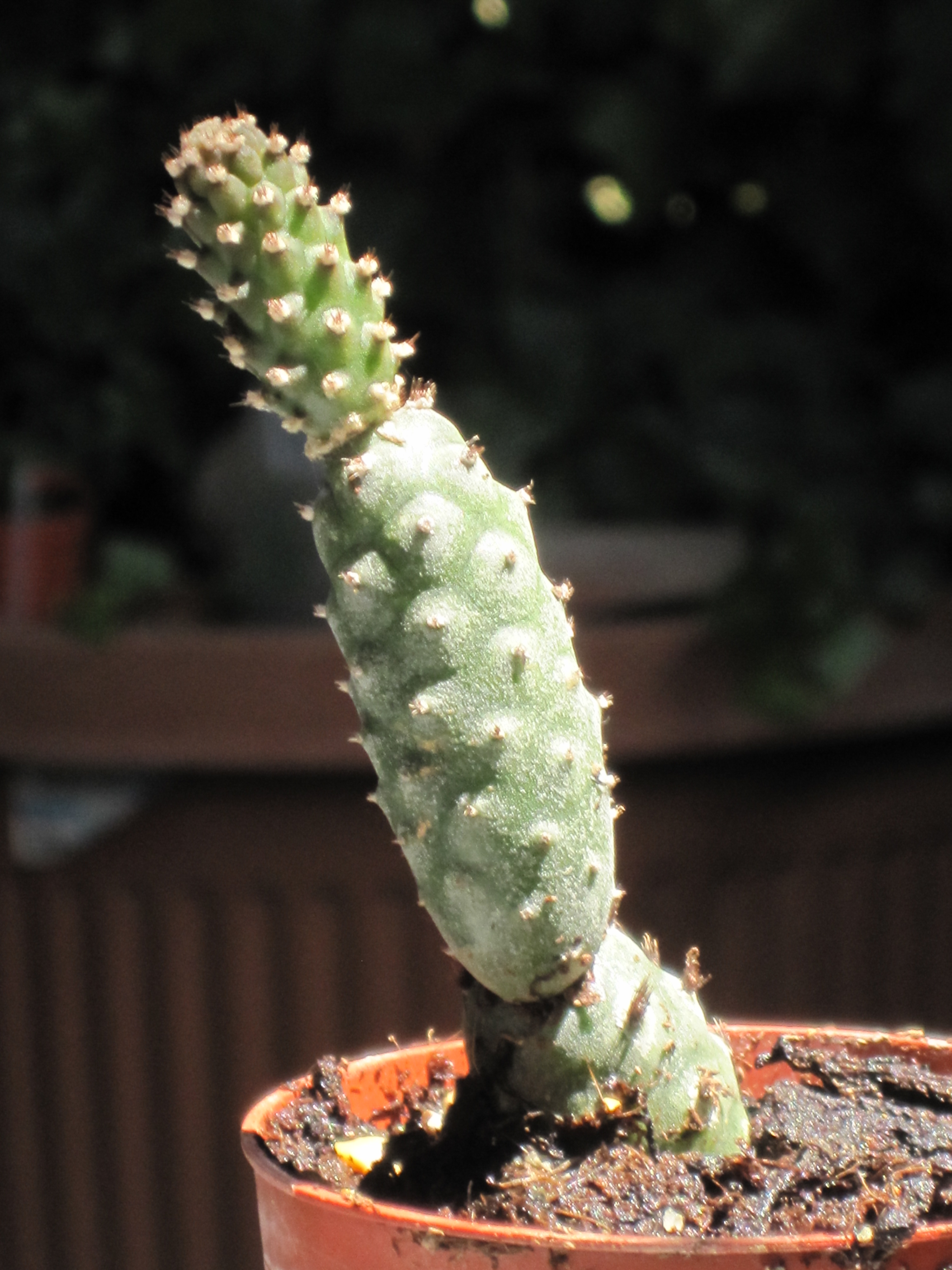
var. inermis

## Culture
Le mode de culture est celui des cactus en général : l'hiver au frais (>5°C) et au sec. En saison du soleil, des arrosages plus généreux mais quand le substrat est sec. 
Il est à noter que cette espèces est à croissance lente. Elle est idéale en cas de manque de place dans un appartement